# A Terra É Redonda
A Terra É Redonda é um podcast brasileiro do gênero ciência lançado em fevereiro de 2020 e distribuído pela Revista Piauí.

## História
A criação do podcast A Terra É Redonda foi anunciada ainda em 2019 com a apresentação do jornalista Bernardo Esteves, responsável pelas matérias de ciência da revista desde 2010. Na época, Esteves disse que "O nome 'A Terra é redonda' pode ser uma afirmação meio óbvia para alguns, mas é necessário reiterar esse fato neste momento em que o conhecimento científico anda tão em baixa no país".
O podcast também recebeu uma acusação de apropriação indevida por conta da existência prévia de um site chamado A Terra é Redonda logo que a produção foi lançada. A equipe do portal solicitou a Revista Piauí a mudança do nome do programa. No entanto, descobriu-se que a solicitação de registro da marca pela revista se deu antes do lançamento do próprio site. Como forma de contornar o conflito, a Piauí cedeu os direitos da marca após o final da primeira temporada do podcast.
No segundo semestre de 2022, o programa retornou como A Terra é Redonda (mesmo) com adição de mais episódios, desta vez produzidos pela Trovão Mídia.

## Desempenho
A Terra É Redonda esteve frequentemente entre os podcasts de maior audiência no Brasil. O podcast estreou na parada de Top Podcasts da Apple Podcasts em março de 2020, alcançando o topo das paradas em 5 de dezembro de 2020 e permanecendo no topo durante vários dias consecutivos.

## Recepção
Em 2020, A Terra É Redonda foi eleito o melhor podcast do ano pela Apple Podcasts.

## Prêmios e indicações
| Ano  | Premiação              | Categoria                      | Trabalho          | Resultado | Ref.        |
| ---- | ---------------------- | ------------------------------ | ----------------- | --------- | ----------- |
| 2020 | Prêmio Vladimir Herzog | Produção Jornalística em Áudio | A Terra É Redonda | Indicado  | [ 8 ] [ 9 ] |